# Glas Slavonije
Glas Slavonije – chorwacki dziennik wydawany w Osijeku. Został założony w 1920 roku.